# 栃木県道77号宇都宮船生高徳線
栃木県道77号宇都宮船生高徳線（とちぎけんどう77ごう うつのみやふにゅうたかとくせん）は、栃木県宇都宮市から塩谷郡塩谷町を通り、日光市に至る県道（主要地方道）である。

## 概要
宇都宮市北部、篠井地区（旧篠井村）の国道119号（日光街道）から日光市塩野室地区、塩谷町船生地区（旧船生村）を経由し日光市高徳で国道121号（会津西街道）に合流する道路である。
1994年（平成6年）までは石那田 - 船生間および船生 - 高徳間が別の路線であり、現在もおおむね船生で流動が区切られている。石那田 - 船生間は通称「船生街道」と呼ばれ、関東自動車路線バスの塩野室・船生線が本路線経由で運行されている。船生 - 高徳間はかつての東武矢板線のルートに相当し、現在はしおや交通により国道461号（日光北街道）経由で矢板駅までのバスが運行される。

### 路線データ
- 総延長：21.504 km
- 実延長：17.495 km
- 起点：栃木県宇都宮市石那田町（船生街道入口交差点＝国道119号交点）
- 終点：栃木県日光市高徳（高徳交差点＝国道121号・国道352号交点）
- 認定：1994年（平成6年）4月1日

## 歴史
- 1961年（昭和36年）4月1日 - 一般県道船生高徳線、船生石那田線が認定される。[要出典]
- 1993年（平成5年）4月1日 - 船生高徳線のうち塩谷町船生の一部区間が国道461号に指定され、同区間は重複指定となる。[要出典]
- 1993年（平成5年）5月11日 - 建設省から、県道船生石那田線・県道船生高徳線が宇都宮船生藤原線として主要地方道に指定される[1]。
- 1994年（平成6年）4月1日 - 船生高徳線および船生石那田線が統合され、宇都宮船生藤原線として認定される。
- 2008年（平成20年）4月1日 - 現在の路線名に改称。[要出典]

## 路線状況

### 別名
- 船生街道 - 宇都宮市内での名称。

### 重複区間
- 栃木県道62号今市氏家線（日光市塩野室町・塩野室郵便局前交差点 - 塩野室交差点）
- 国道461号（塩谷町船生 地内）

### 道の駅
- 道の駅湧水の郷しおや（国道461号重複区間）

## 地理

### 通過する自治体
- 宇都宮市
- 日光市
- 塩谷郡塩谷町
- 日光市

### 交差する道路
- 国道119号（起点）
- 栃木県道62号今市氏家線（日光市塩野室町・塩野室郵便局前交差点）
- 栃木県道62号今市氏家線（日光市塩野室町・塩野室交差点）
- 国道461号（塩谷町船生）
- 国道461号（塩谷町船生）
- 国道121号（国道352号 重複）（終点）